# ذو الهمة شاليش
ذو الهمة شاليش (1956 - 15 مايو 2022) عسكري سوري برتبة عميد ولد في القرداحة. وهو ابن عمة الرئيس السوري السابق بشار الأسد، شغل منصب رئيس أمنه الرئاسي ورئيس فرع العمليات في المخابرات الخارجية السورية وقد كان من عناصر الحماية الشخصية للرئيس السوري السابق حافظ الأسد. شملته العقوبات التي فرضها الاتحاد الأوروبي على سوريا بعد بدء الأزمة السورية.
اتهمته تقارير غربية عام 2004 بالعمل على إخفاء أسلحة الدمار الشامل العراقية في ثلاثة مواقع في سوريا. وفي سبتمبر 2012 ذكرت قناة العربية أنها حصلت على وثائق سرية تكرر فيها اسم شاليش كمسؤول عن تنفيذ أوامر بشار الأسد كالوقوف وراء حريق فيلاجيو في قطر كنوع من تخفيف الضغط على النظام السوري وإحراج قطر أمام مواطنيها، وكذلك تفجير القزاز، ومراقبة النظام الأردني وقتل المنشقين، وزعزعة استقرار الأردن، فيما وصفته المعارضة السورية كأحد أبرز التجار الذين يديرون صفقات تجارية لخدمة نظام الأسد من أجل الالتفاف على العقوبات المفروضة على النظام. في ديسمبر 2011 وضعت لجنة التنسيق العربية الخاصة بالأزمة السورية اسمه على قائمة تضم 19 شخصية لمنعها من السفر للدول العربية.

## الحرب الأهلية السورية
لعب ذو الهمة شاليش دورًا مهمًا في احتواء الاضطرابات خلال الحرب الأهلية السورية. في 24 يونيو 2011 فرض الاتحاد الأوروبي عليه عقوبات مع عدد من مسؤولي الحكومة السورية الآخرين لدورهم في القمع العنيف للمتظاهرين خلال الأيام الأولى من الحرب الأهلية. يُعتقد أن نفوذه داخل الدائرة المقربة من الرئيس قد ازداد منذ بداية الانتفاضة. أفادت التقارير أنه كان ممولًا رئيسيًا ومنظمًا للميليشيات الموالية للأسد المعروفة باسم الشبيحة. قبل الحرب الأهلية السورية لم يكن شاليش وعائلته من المقربين لعائلة الأسد، وأصبحوا لاحقا من الدائرة الضيقة للرئيس السوري.